# Giulio Michelini
Giulio Michelini OFM (Milano, 30 aprile 1963) è un presbitero e teologo italiano dell'Ordine dei Frati Minori.

## Biografia

### Studi
Nato a Milano il 30 aprile 1963 da Secondo e Maria Bucchioni, nel 1986 entra nell'Ordine dei Frati Minori trascorrendo un anno di verifica presso il convento di Monteluco. Il 5 settembre 1987 veste il saio francescano iniziando il noviziato presso il santuario di San Damiano in Assisi.  Il 04 settembre 1988 ha emesso la professione semplice mentre il 24 ottobre 1992 la professione solenne; è stato ordinato sacerdote il 7 maggio 1994.
Nei suoi studi per il baccalaureato in teologia presso l'Istituto Teologico di Assisi ha come professore il biblista Giuseppe Betori. 
Nel 1997 si laurea in Lingue e Letterature straniere presso l’Università degli Studi di  Perugia con una tesi in filologia germanica.
Presso la Pontificia Università Gregoriana consegue nel 2001 la licenza e nel 2008 il dottorato in teologia biblica.   
A Gerusalemme per tre anni consecutivi, fino al 2007, frequenta presso il Bat Kol Institute di Gerusalemme corsi sul libro dell’Esodo, del Deuteronomio e sulla Teshuvah nella tradizione giudaica mentre nel 2009 partecipa al corso sul Jewish Identity  and  Diversity  Through  the  Ages.

### Attività
Dal 1993 al 1996 è stato direttore del pensionato universitario di Monteripido in Perugia ; in questo periodo collabora assiduamente con gli arcivescovi Ennio Antonelli e Giuseppe Chiaretti; ha modo di conoscere e frequentare Vittorio Trancanelli con cui condivide la passione per l'ebraismo.
Docente di Introduzione ed Esegesi del Nuovo Testamento presso l’Istituto  Teologico  di  Assisi.
Direttore della rivista Convivium Assisiense nel 2014 è nominato Professore Ordinario di Sacra Scrittura sempre presso l’Istituto Teologico di 
Assisi, aggregato alla Pontificia Università Lateranense.
Dal 1997 al 2001 è aiutante di studio presso la Segreteria generale della Conferenza Episcopale Italiana.
Dal 2011 al 2017 è responsabile della comunità dei frati Minori del Convento di Farneto.
Membro  della  Giunta  preparatoria  per  il  V  Convegno ecclesiale nazionale di  Firenze .
Responsabile del Settore Apostolato Biblico della Diocesi di Perugia - Città della Pieve.
Nel 2017 è chiamato dal 5 al 10 marzo quale predicatore degli esercizi spirituali alla Curia romana e al Papa sul tema Passione, morte e risurrezione di Gesù secondo Matteo. Le meditazioni sono raccolte in un libro dal titolo Stare con Gesù, stare con Pietro.
Il 23 giugno 2017 il cardinale Agostino Vallini, in qualità di Gran Cancelliere della Pontificia Università Lateranense, lo ha nominato  Preside dell'Istituto Teologico di Assisi per il triennio 2017-2020.

## Opere
- Il sangue dell’alleanza e la salvezza dei peccatori. Una nuova lettura di Mt 26–27, Gregorian and Biblical Press, 2010.
- Nicola da Lira e l’esegesi giudaica, in I Francescani e gli Ebrei. Atti della Giornata di Studio (Firenze, 25 ottobre 2012), in Studi Francescani 110/3-4 (2013), p. 277-296.
- Matteo. Commento, Introduzione, traduzione e commento (Nuova Versione della Bibbia dai Testi Antichi), San Paolo 2013.
- Un giorno con Gesù. La giornata di Cafarnao secondo Marco, San Paolo 2015.
- Il Cantico di tutti i cantici. La gioia della relazione tra uomo e donna, Ed. Porziuncola 2016.